# Časovna zahtevnost
Časovna zahtevnost je podatek o tem, koliko časa se bo program (oziroma algoritem) pri danih vhodnih podatkih izvajal, preden bo vrnil rešitev. Čas običajno merimo v osnovnih operacijah stroja, ki program izvaja. Časovno zahtevnost podamo kot funkcijo velikosti vhodnih podatkov (npr. velikost tabele). Poznamo tri vrste časovne zahtevnosti:
- fB - najboljša možnost (best case) ali spodnja meja zahtevnosti (primer že urejene tabele)
- fW - najslabša možnost (worst case) ali zgornja meja zahtevnosti (primer nasprotno urejene tabele)
- fE - pričakovana zahtevnost (expected case) pri povprečnih podatkih

Ker je običajno natančno število operacij težko ali nemogoče določiti, uporabimo O-notacijo, ki označuje red rasti problema. Če velikost vhoda označimo z n, c pa je neka konstanta, potem imamo naslednje zahtevnosti, od najugodnejše do najneugodnejše:
| Notacija                                      | zahtevnost   |
| --------------------------------------------- | ------------ |
| {\displaystyle O(1)}                          | konstantna   |
| {\displaystyle O(\log n)}                     | logaritemska |
| {\displaystyle O(n)}                          | linearna     |
| {\displaystyle O(n\log n)}                    | vmesna       |
| {\displaystyle O(n^{2})}                      | kvadratna    |
| {\displaystyle O(n^{c})}, {\displaystyle c>1} | polinomska   |
| {\displaystyle O(c^{n})}                      | eksponentna  |